# Ilgvars Kļava
Ilgvars Kļava (ur. 19 maja 1964 w Jaunpiebalga) – łotewski dyplomata, w latach 2013–2017 ambasador Łotwy w Polsce, w latach 2014–2018 ambasador w Rumunii i Bułgarii. Od 2021 ambasador na Ukrainie.

## Życiorys
W latach 1982–1989 studiował na Wydziale Historii i Filozofii Łotewskiego Uniwersytetu Państwowego im. Pēterisa Stučki. W 1991 ukończył podyplomowe studia na Wydziale Historii Państwowego Uniwersytetu Moskiewskiego im. Łomonosowa.
W 1994 rozpoczął karierę w dyplomacji, pracował jako I sekretarz w ambasadzie w Austrii. Był również dyrektorem Departamentu Stosunków Wielostronnych oraz Departamentu Polityki Bezpieczeństwa. W latach 2004–2008 pełnił funkcję podsekretarza stanu w Ministerstwie Spraw Zagranicznych. Od 2008 do 2013 był ambasadorem Łotwy w Niemczech, zaś w latach 2011–2013 w Kuwejcie.
We wrześniu 2013 złożył listy uwierzytelniające prezydentowi Bronisławowi Komorowskiemu, rozpoczynając misję ambasadora nadzwyczajnego i pełnomocnego w Polsce. 31 stycznia 2014 prezydent Andris Bērziņš wystawił mu listy uwierzytelniające jako ambasadorowi w Rumunii i Bułgarii. 8 maja 2014 złożył listy uwierzytelniające prezydentowi Traianowi Băsescu. 9 grudnia 2014 został ambasadorem w Bułgarii. 
Swoją misję w Polsce zakończył w 2017. Od 2021 sprawuje funkcję ambasadora Łotwy na Ukrainie.
Porozumiewa się w językach angielskim, rosyjskim i niemieckim.

## Odznaczenia
- Order Westharda II klasy
- Krzyż Komandorski Orderu Zasługi RP – Polska, 2017[8]
- Biały Krzyż „Honor et Gloria” (nr 550) – Ukraina, 2024[9][10]